# ダニエル・サンチェス
ダニエル・サンチェス（Daniel Sanchez, 1953年11月21日 - ）は、モロッコ・ウジダ出身の元サッカー選手、サッカー指導者。

## 来歴
1999年4月に田中孝司の後任として、名古屋グランパスエイトの監督に就任。8月に退任した。

## 所属クラブ
- 1972年 - 1981年 OGCニース
- 1981年 - 1982年 パリ・サンジェルマン
- 1982年 - 1983年 FCミュルーズ
- 1983年 - 1985年 ASサンテティエンヌ
- 1985年 - 1987年 ASカンヌ

## 指導歴
- 1995年 - 1996年 FCヴィルフランシュ・ボジョレー監督
- 1996年 OGCニース監督
- 1999年 名古屋グランパスエイト監督
- 2007年 - 2011年 トゥールFC監督
- 2011年 - 2013年 ヴァランシエンヌFC監督
- 2014年 - 2015年 クラブ・アフリカーン監督